# Лусинян, Рубен Гайкович
Рубен Гайкович Лусинян (арм. Ռուբեն Լուսինյան; 1906, Тифлис, Тифлисская губерния, Российская империя — 1973, Ереван, Армянская ССР, Советский Союз) — армянский советский писатель, член Союза писателей СССР.

## Биография
В 1924 окончил Нерсисянскую школу. С 1924 до 1931 преподавал в Нагорно-Карабахской автономной области и Ахалкалакском районе. С 1931 до 1934 работал заведующим отделом, ответственным секретарём, заместителем редактора тифлисской ежедневной газеты «Пролетар» (арм. «Պրոլետար»), был инструктором отдела пропаганды ЦК КП ГССР. В 1936 (по другим данным в 1934) стал членом Союза писателей СССР и заведующим отделом литературы национальных меньшинств Грузинской ССР. По сведениям профессора С. М. Шаховского, был оклеветан и подвергался репрессиям, освобождён после неоднократных заявлений с просьбой отправиться на фронт. С 1942 до 1945 служил в РККА, участвовал в Великой Отечественной войне. В 1948 окончил Львовскую стоматологическую школу и до 1954 работал стоматологом во Львовской городской больнице № 12. С 1968 проживал в Ереване.